# Fritz Selve

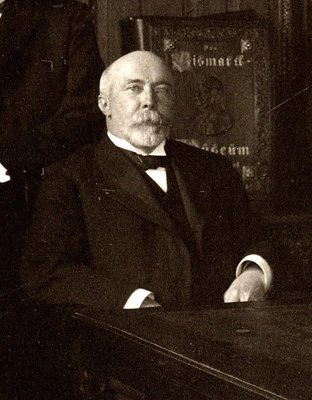
Fritz Selve

Fritz Selve (* 20. Januar 1849 in Lüdenscheid-Peddensiepen; † 1. Mai 1916 in Zürich) war ein deutsch-italienischer Unternehmer.

## Leben
Fritz Selve wurde 1849 in Lüdenscheid als Sohn des Landwirtes und Mühlenbesitzers Hermann Dietrich Selve (* 1813, † 1881) und dessen Frau Anna Katharina Selve, geborene Selve (* 1813; † 1868), auf deren Hofgut Peddensiepen bei Honsel geboren. Er hatte zwei Brüder und zwei Schwestern.
Fritz Selves Vater gründete 1861 zusammen mit dem Lüdenscheider Carl Basse das Unternehmen Basse & Selve, ein Metallwalzwerk und Drahtzieherei. Der älteste Sohn Gustav Selve trat 1862 zunächst als Angestellter in das Unternehmen ein.
1870 erwarb Basse & Selve ein insolventes Metallwerk in Donnas im oberitalienischen Aostatal, um die Handelsbeziehungen nach Italien zu stärken. Nachdem der Bruder Gustav 1872 zum Teilhaber und Geschäftsführer wurde, wurde den beiden jüngeren Brüdern Fritz und August (* 1845) zum 1. Juli 1874 das italienische Werk übertragen, das ab diesem Zeitpunkt unter dem Namen Selve Fratelli firmierte. Das Werk florierte unter der Leitung der Selve-Brüder bald und es wurden jährlich bis zu 500 Tonnen Messing und Kupfer zu Drähten, Stäben und Blechen verarbeitet.
Fritz Selve lebte in Turin und wurde bereits im Jahr 1874 italienischer Staatsbürger.
Neben dem Donnaser Metallwerk war er auch Mitinhaber der Società Metallurgica in Brescia sowie Mitglied im Aufsichtsrat der Mailändischen Banca Commerciale.
Am 19. Mai 1900 heiratete er Matha Gerdtzen (* 1884) (verwitwete Schmid).
1908 veräußerten die beiden Brüder das Unternehmen an die Società Metallurgica Italiana. Innerhalb des folgenden Jahrzehnts verschlechterten sich die Umsätze des Unternehmens allerdings zunehmend, weshalb das Werk schließlich geschlossen wurde.
Fritz Selve starb am 1. Mai 1916 in Zürich.

## Stiftungen

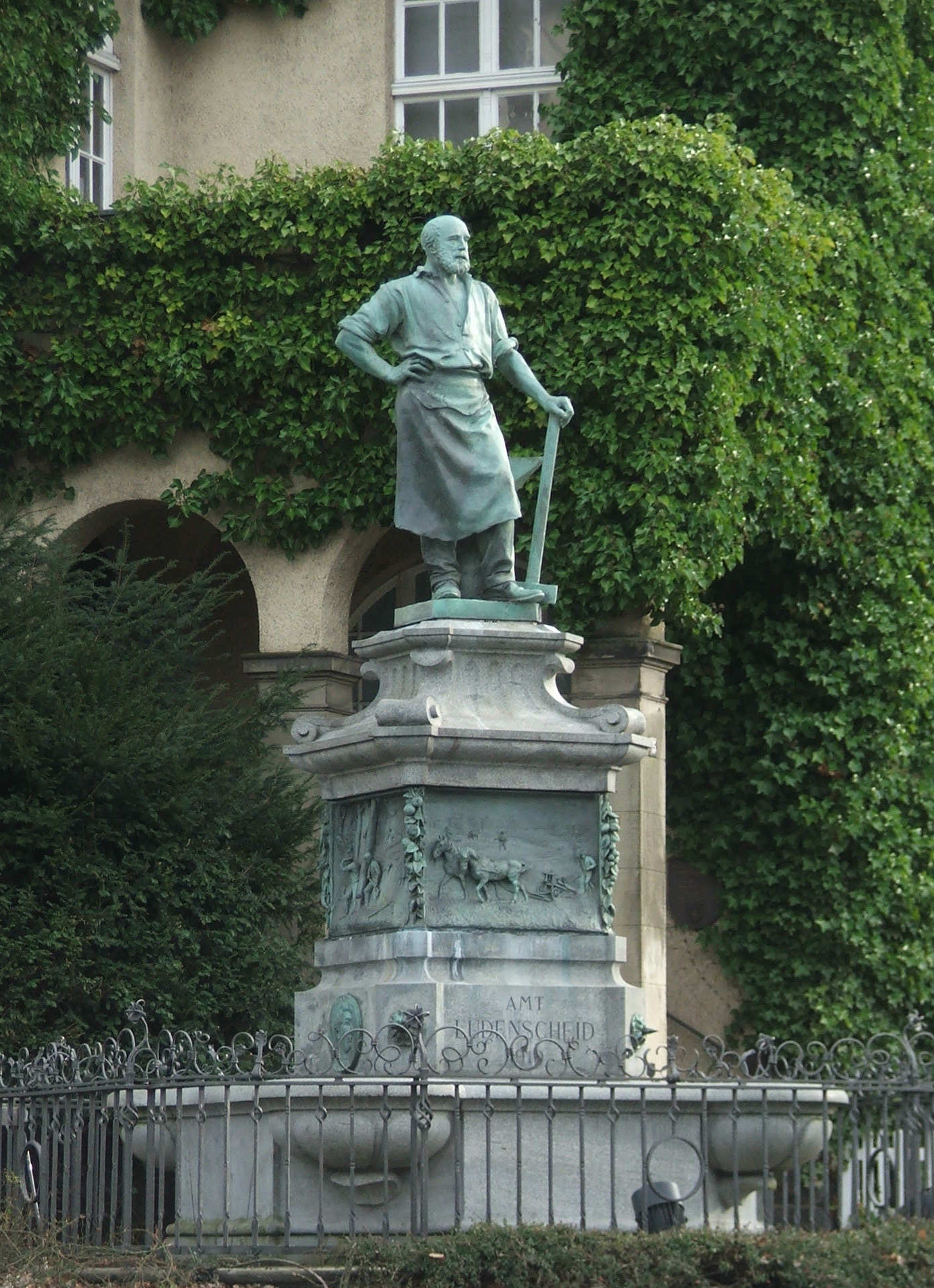
Der Selve-Brunnen in Lüdenscheid

Fritz Selve, der es als Unternehmer zu erheblichen Wohlstand gebracht hatte, machte großzügige wohltätige Stiftungen.
Der Stadt Donnas, dem Standort seines Unternehmens stiftete er eine Grundschule und einen Kindergarten. Zu Ehren seiner Mutter benannte er den 1897 eröffneten Kindergarten Asilo infantile Anna Caterina Selve. Dieser wurde 1922 verstaatlicht und erst im Jahr 1985 geschlossen. In den Kellerräumen des Gebäudes befindet sich heute das Weinbaumuseum Museo del Vino e della Viticoltura.
Auch zum Bau einer Schule im Ort Perloz trug er durch eine großzügige Spende bei.
Auch seiner Geburtsstadt Lüdenscheid blieb er verbunden. So stiftete er dem Amt Lüdenscheid den 12. November 1910 eingeweihten Selve-Brunnen. Der von dem Turiner Bildhauer Luigi Calderini gestaltete Brunnen steht vor dem damals neu gebauten Lüdenscheider Amtshaus an Sauerfelder Straße. Die Plastik stellt Fritz Selves Vater Hermann Dietrich Selve als Schmied dar, der eine Allegorie der Industrie verkörpern soll. Seit 2003 steht der Selve-Brunnen unter Denkmalschutz.
Seine Witwe Martha Selve-Gerdtzen stiftete eine Studienstiftung für die Förderung besonders begabter, bedürftiger schweizerischer und deutscher Studenten an der Universität Zürich.

## Ehrungen
In Anerkennung seiner Leistungen für die italienische Wirtschaft verlieh ihm der italienische Staat 1894 den Orden der Krone von Italien 3. Klasse (Kommandeur).
Aus Dank für die Stiftung des Selve-Brunnens ernannte die Gemeindevertretung der Gemeinde Lüdenscheid-Land Fritz Selve zum Ehrenbürger der Landgemeinde Lüdenscheid. Der Ehrenbürgerbrief wurde ihm anlässlich der Brunneneinweihung am 12. November 1910 übergeben.
Die Stadt Donnas widmete Fritz Selve eine Büste, die 1931 auf der Piazza del Municipio der Stadt aufgestellt wurde. In Perloz erinnert eine Gedenktafel von 1895 auf der Piazza del Municipio an Fritz Selve und seinen Beitrag zur Errichtung einer Schule.